# Клочки (исторический район)
Клочки́ — историческая часть в Невском районе Санкт-Петербурга, расположенная между рекой Невой, Зольной улицей, Дальневосточным проспектом и Киновеевским кладбищем. Прежде здесь находилась деревня Клочки, основная часть которой выходила на Неву.
В декабре 1723 года Пётр I издал указ «Об отмежевании санкт-петербургским ямщикам земель от Невского монастыря». Они поселились на противоположном, левом, берегу Невы. Но некоторые построили дома на правом берегу — на месте нынешнего дома 12 по Октябрьской набережной. По одной из версий, название деревни связано с тем, что правобережные жители «откололись» от основной слободы (первоначально селение подписывалось на картах: Колочки).
В конце XIX века, по данным путеводителя по петербургским окрестностям, в Клочках было 13 домов: «В ней хлебопашеством не занимаются и скота держат мало». До 1917 года деревня была немецкой колонией.
Сегодня память о деревне сохраняется в значительном отдалении в названии Клочкова переулка. Он находится на расстоянии около двух километров от местоположения бывшей деревни — рядом с вестибюлем станции метро «Проспект Большевиков» и наименован так в 1993 году. А в 2010 году название деревни присвоили мосту через реку Оккервиль, который был переброшен в 1990-х годах в створе Клочкова переулка.